# Râul Cășăria, Râiosu
Râul Cășăria este un râu din România, afluent al râului Râiosu. 

## Hărți
- Angheluță Vădineanu, Carmen Postolache, Georgia Cosor, Teodora Pălărie, Costel Negrei, Magdalena Bucur - Case Study Report - The Neajlov Catchment - [nefuncțională]